# Autódromo Juan Manuel Fangio

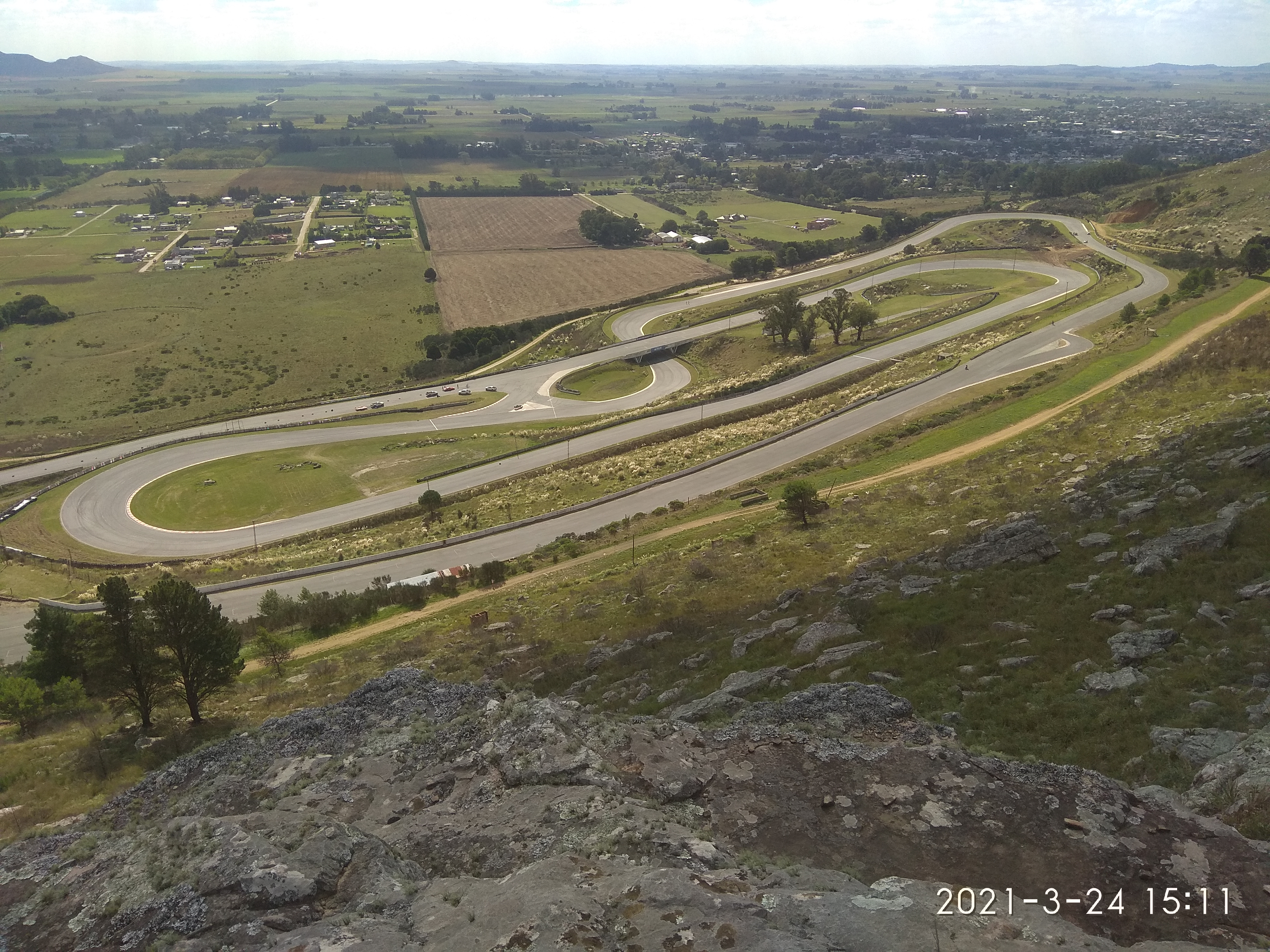
Vista del Autódromo Juan Manuel Fangio de Balcarce

El Autódromo Juan Manuel Fangio es un circuito de automovilismo que se encuentra en la ciudad de Balcarce, Buenos Aires, Argentina. Lleva el nombre de Juan Manuel Fangio, destacado piloto argentino a nivel mundial que supiera ser 5 veces campeón de Fórmula 1 y a su vez oriundo de esta localidad.

## Ubicación geográfica
Se encuentra a pocas cuadras del centro de la ciudad, enclavado en la ladera noroeste de la Sierra “La Barrosa”. Este autódromo brinda un marco natural a las carreras por su lugar de emplazamiento. Brinda la posibilidad de ver una carrera desde la ladera de la sierra y apreciar toda la ciudad desde este punto panorámico, desde donde se puede ver Balcarce y los campos aledaños.
El circuito contiene curvas rápidas, horquillas, puentes, chicanas, rectas dinámicas y continuos cambios de nivel.

## Historia
Fue inaugurado el 16 de enero de 1972, con una carrera de Sport Prototipo mundial.
En 1999 se modificó el trazado original y se agregó una chicana en la mitad de la recta principal, logrando que los vehículos lleguen con menos velocidad final a la primera curva, como medida de seguridad.
A principios del 2011 se reasfaltó en su totalidad por primera vez desde su apertura, gracias al apoyo del gobierno provincial.

### Tragedia de Guido Falaschi
Lamentablemente, el 13 de noviembre de 2011 mientras se disputaba la 15a fecha de la temporada del Turismo Carretera de ese año, el piloto Guido Falaschi perdería la vida en un terrible accidente, ocurrido a la salida del paso del circuito por debajo del puente. El accidente, puso en duda el sistema de seguridad presentado ese fin de semana en el circuito, como así también fue duramente cuestionada la maniobra efectuada por el piloto Leonel Larrauri, quien se encontraba en condiciones de perder un giro frente a los líderes. La carrera se detuvo con bandera roja y el fallecido Falaschi sería declarado como escolta del eventual ganador Mauro Giallombardo. Desde entonces, los campeonatos nacionales de automovilismo de pista dejaron de visitar el autódromo.
Balcarce albergó una fecha del Campeonato Argentino de Rallycross 2019.

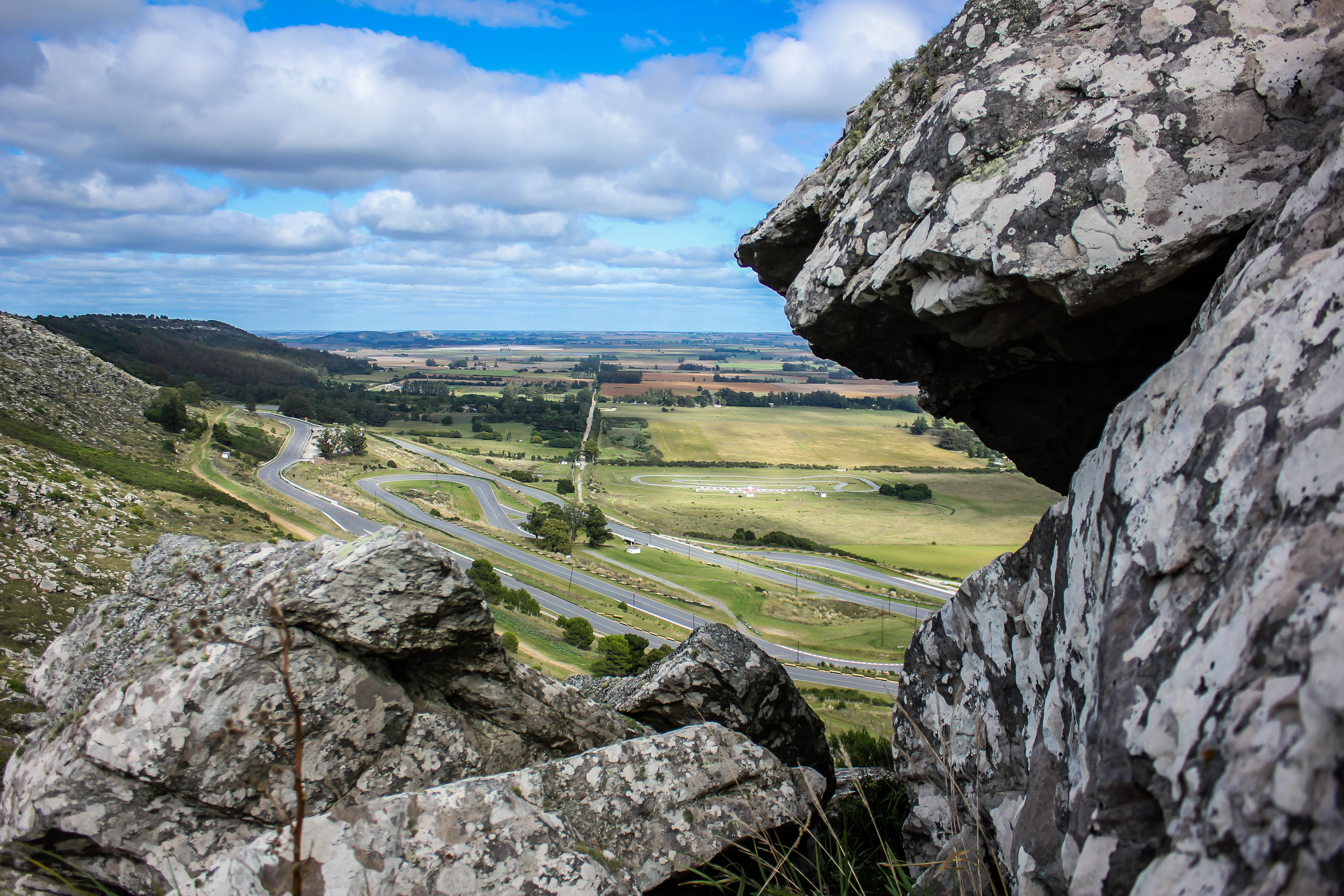
Vista del Autódromo Juan Manuel Fangio desde sierra La Barrosa

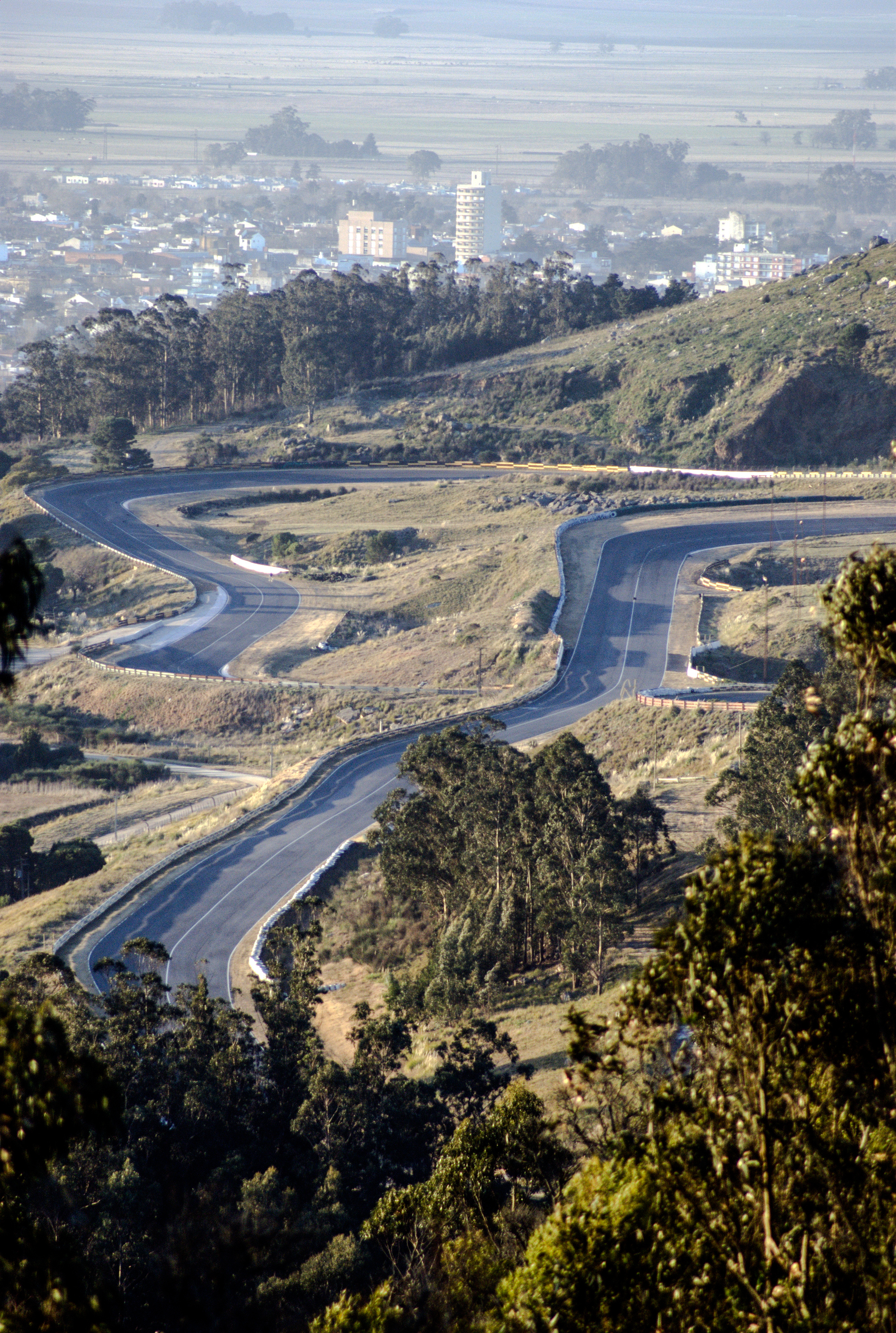
El autódromo de Balcarce con la ciudad de fondo.

El Autódromo Juan Manuel Fangio de Balcarce, fue el primer autódromo argentino en llevar el nombre del ex-bicampeón de Turismo Carretera y ex-quíntuple campeón de Fórmula 1. Unos años más tarde, el Autódromo Municipal de Rosario se sumaría a esta lista de circuitos que homenajearan al piloto oriundo de Balcarce.

## Listado de ganadores en Turismo Carretera
| Fecha                    | Ganador                    | Marca           |
| ------------------------ | -------------------------- | --------------- |
| 19 de agosto de 1984     | Oscar Castellano           | Dodge GTX       |
| 29 de junio de 1985      | Juan Antonio De Benedictis | Dodge GTX       |
| 12 de octubre de 1986    | Mariano Calamante II       | Chevrolet Chevy |
| 11 de octubre de 1987    | Eduardo Marcos             | Ford Falcon     |
| 26 de junio de 1988      | Jorge Oyhanart             | Ford Falcon     |
| 23 de octubre de 1988    | Ernesto Bessone II         | Ford Falcon     |
| 23 de abril de 1989      | Jorge Oyhanart             | Ford Falcon     |
| 15 de octubre de 1989    | Oscar Aventín              | Ford Falcon     |
| 8 de abril de 1990       | Roberto Mouras             | Chevrolet Chevy |
| 7 de octubre de 1990     | Emilio Satriano            | Chevrolet Chevy |
| 21 de abril de 1991      | Oscar Aventín              | Ford Falcon     |
| 23 de junio de 1991      | Oscar Castellano           | Ford Falcon     |
| 17 de noviembre de 1991  | Oscar Aventín              | Ford Falcon     |
| 14 de junio de 1992      | Vicente Pernía             | Dodge GTX       |
| 6 de septiembre de 1992  | Oscar Aventín              | Ford Falcon     |
| 7 de marzo de 1993       | Roberto Urretavizcaya      | Chevrolet Chevy |
| 6 de junio de 1993       | Oscar Aventín              | Ford Falcon     |
| 5 de septiembre de 1993  | José María Romero          | Ford Falcon     |
| 6 de marzo de 1994       | Walter Hernández           | Ford Falcon     |
| 15 de mayo de 1994       | Walter Hernández           | Ford Falcon     |
| 21 de agosto de 1994     | Eduardo Ramos              | Ford Falcon     |
| 20 de noviembre de 1994  | Emilio Satriano            | Chevrolet Chevy |
| 5 de marzo de 1995       | Juan Antonio De Benedictis | Ford Falcon     |
| 11 de junio de 1995      | Emilio Satriano            | Chevrolet Chevy |
| 1 de octubre de 1995     | Carlos Saiz                | Ford Falcon     |
| 10 de marzo de 1996      | Emilio Satriano            | Chevrolet Chevy |
| 15 de diciembre de 1996  | Eduardo Ramos              | Ford Falcon     |
| 9 de marzo de 1997       | Vicente Pernía             | Ford Falcon     |
| 8 de marzo de 1998       | Miguel Etchegaray          | Ford Falcon     |
| 25 de julio de 1999      | Juan María Traverso        | Ford Falcon     |
| 10 de octubre de 1999    | Omar Martínez              | Ford Falcon     |
| 5 de marzo de 2000       | Omar Martínez              | Ford Falcon     |
| 23 de julio de 2000      | Rafael Verna               | Ford Falcon     |
| 19 de noviembre de 2000  | Omar Martínez              | Ford Falcon     |
| 4 de febrero de 2001     | Omar Martínez              | Ford Falcon     |
| 22 de julio de 2001      | Ernesto Bessone II         | Dodge Cherokee  |
| 17 de marzo de 2002      | Juan Manuel Silva          | Ford Falcon     |
| 22 de septiembre de 2002 | Fabián Acuña               | Ford Falcon     |
| 11 de abril de 2004      | Fabián Acuña               | Ford Falcon     |
| 10 de abril de 2005      | Emanuel Moriatis           | Ford Falcon     |
| 30 de abril de 2006      | Gabriel Ponce de León      | Ford Falcon     |
| 22 de octubre de 2006    | Diego Aventín              | Ford Falcon     |
| 25 de febrero de 2007    | Christian Ledesma          | Chevrolet Chevy |
| 24 de febrero de 2008    | Gabriel Ponce de León      | Ford Falcon     |
| 1 de marzo de 2009       | Guillermo Ortelli          | Chevrolet Chevy |
| 7 de marzo de 2010       | Omar Martínez              | Ford Falcon     |
| 13 de noviembre de 2011  | Mauro Giallombardo         | Ford Falcon     |